# Lou Harrison
Lou Harrison (* 14. Mai 1917 in Portland/Oregon; † 2. Februar 2003 in Lafayette/Indiana) war ein US-amerikanischer Komponist.

## Leben
Der Schüler von Henry Cowell und Arnold Schönberg wirkte von 1936 bis 1943 als Lehrer verschiedener Musikschulen in Kalifornien, danach ließ er sich als Musikkritiker und Instrumentenbauer in New York City nieder. Von 1952 bis 1953 unterrichtete er am Black Mountain College von Buncombe County. Zuletzt lebte er in Aptos/Kalifornien mit seinem Lebensgefährten Bill Colvig, der 2000 starb.
Mit seinem kompositorischen Schaffen erweiterte Harrison das Instrumentarium und die musikalischen Formen, indem er beispielsweise in seinen Schlagzeugstücken Gegenstände wie Bremszylinder, Metallrohre, Blumentöpfe und Mülleimer einsetzte. Zudem schrieb er Werke für die Instrumentierung von Gamelan-Orchestern und verwendete mittelalterliche Tänze, Rituale der Navaho-Indianer, frühe kalifornische Missionsmusik oder die Hofmusik Koreas in seinen Werken.
Harrison komponierte neben anderem eine Oper (Rapunzel, 1959), ein Ballett, zwei Sinfonien, sieben Pastoralen für Kammerorchester, zwei Streichersuiten, zwei Violinkonzerte, drei Klavier- und sechs Cembalosonaten, eine Messe, eine Motette und Bühnenmusiken. Sein Klavierkonzert widmete er Keith Jarrett.
1973 wurde er in die American Academy of Arts and Letters gewählt. Sein langjähriger Lebenspartner war der Musikinstrumentehersteller William Colvig (* 13. März 1917; † 1. März 2000).

## Werke

### Kammermusik
- Ariadne (1987), flute & percussion
- At the Tomb of Charles Ives (1963), chamber orchestra
- Concerto for Flute & Percussion (1939)
- Concerto for Organ with Percussion Orchestra (1951), percussion ensemble, organ and ensemble
- Concerto for Piano and Javanese Gamelan (1986–87)
- Concerto for Pipa with String Orchestra (1997), Asian instrument and ensemble
- Concerto for Violin and Percussion Orchestra (1959)
- Concerto in Slendro (1961)
- Double Concerto for Violin and Cello with Javanese Gamelan (1981–82)
- New First Suite for Strings (1995), string orchestra
- Pacifika Rondo (1963), chamber orchestra
- Serenado Por Gitaro (1952), guitar solo
- Praise for the Beauty of Hummingbirds (1951), mixed quintet
- Rhymes with Silver (1996), violoncello and ensemble, mixed quintet
- Serenade for Guitar with optional Percussion (1978), mixed duo, guitar solo
- Seven Pastorales (1949 Aug.- 1951 Oct.), chamber orchestra
- Solstice (1949), octet (flute, oboe, trumpet, 2 cellos, string bass, celesta, tack piano)
- Songs in the Forest (1951), mixed quartet
- String Quartet Set (1978)
- Suite for Cello and Harp (1949)
- Suite for Percussion (for five percussionists, 1942)
- Suite for Violin with American Gamelan (1973)
- Suite for Violin with String Orchestra (1997)
- Suite for Violoncello and Piano (1995)
- Suites for Cello and String Orchestra (1984, 1990)
- The Perilous Chapel (1948), mixed quartet
- Varied Trio (1986), Rice Bowls, Violin, Vibraphone, Piano (written for the Abel-Steinberg-Winant Trio)

### Orchesterwerke
- Symphony On G (No. 1) (1947)
- Symphony No. 2 ‘Elegiac’ (1942)
- Suite from Marriage at the Eiffel Tower (1961) for the Santa Cruz Symphony
- Music for Violin with Various Instruments, European, Asian, and African (1967), string solo and orchestra
- Symphony No. 3 (1982) For the Cabrillo Music Festival
- Piano Concerto (1983–85), for piano tuned in Kirnberger #2 (a form of well temperament) and orchestra
- Last Symphony (No. 4) (1990, rev. 1995)
- A Parade for MTT (1995)

### Vokalwerke
- Air from Rapunzel (1952-3), high voice and ensemble
- Alma Redemptoris Mater (1949–51), low voice and ensemble
- La Koro Sutro (Esperanto für „Herz-Sutra“, mit Chorgesang auf Esperanto)[4][5][6][7][8]
- Mass to Saint Anthony (1939), mixed chorus and ensemble
- Orpheus (1969), soloists, mixed chorus and ensemble
- Strict Songs (1955), baritone solo, chorus and chamber orchestra
- Three Songs (1985), men's chorus and ensemble
- Vestiunt Silve (1951), for soprano and four instruments

### Werke für Keyboard
- Six Sonatas for Cembalo (1943), piano solo, harpsichord solo
- Reel (Homage to Henry Cowell), piano solo
- A Summerfield Set (1988), piano solo, harpsichord solo
- Waltz for Evelyn Hinrichsen, piano solo

### Oper
- Rapunzel (1952)
- Young Caesar (1970)